# Dunbar Castle

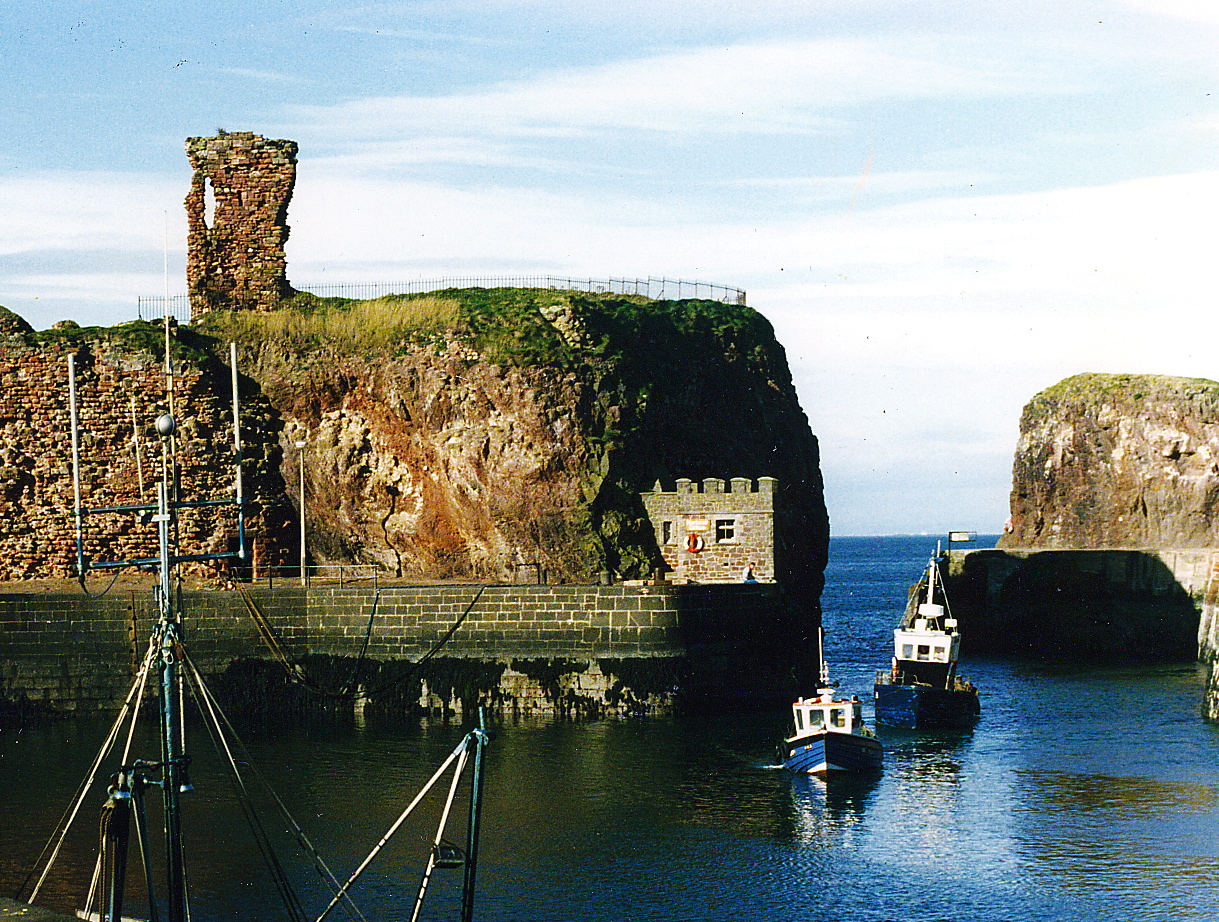
Hamnen i Dunbar med slottsruinen i bakgrunden.

Dunbar Castle är en ruin efter en medeltida borg i Dunbar i Skottland, en gång en av Skottlands starkaste befästningar. Den uppskattas ha uppförts från 600-talet. I flera sekler användes den av Skottlands regenter. Den revs slutligen 1567.